# SIG Sauer Pro
SIG Sauer Pro — серія самозарядних пістолетів, які були розроблені спільно компаніями SIG (Швейцарія) і Sauer & Sohn (Німеччина) у 1998 році. Це був перший пістолет з полімерною рамою, який був вироблений компаніями SIG і Sauer & Sohn. Спочатку була розроблена модель калібру .40 S&W, яка пішла в масовий випуск в червні 1998 року. Невдовзі після цього була випущена модель калібру .357 SIG. Через рік, зважаючи на зростаючий попит на ринку зброї, була випущена остання модель серії — під патрон 9×19 мм Парабелум.
Серія SIG Pro позиціювалась як легка й компактна альтернатива «традиційним» самозарядним пістолетам SIG Sauer (прикладом може слугувати SIG Sauer P226). Ця серія з самого початку була орієнтована на реалізацію на ринку правоохоронних органів.

## Історія

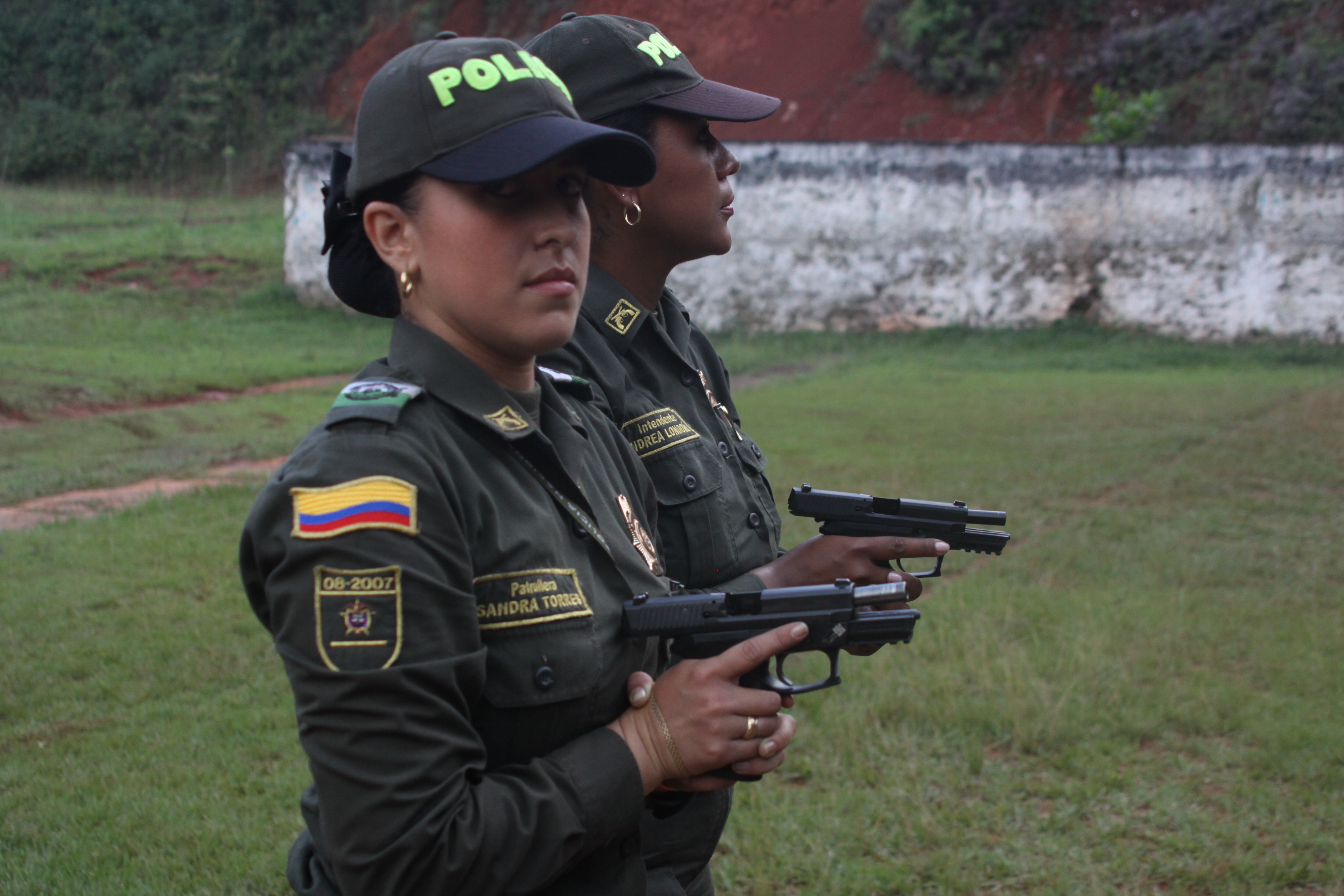
Працівниці Національної поліції Колумбії з SIG Sauer Pro

Пістолети серії SIG Pro є спільною розробкою компанії SIG Arms (Швейцарія) і Sauer & Sohn (Німеччина). Обидві ці компанії входять в міжнародний збройовий концерн SIGARMS, який випускає зброю під торговою маркою SIG Sauer. Пістолет SIG Pro початково був розроблений під відносно новий і перспективний патрон .40 S&W і був вперше представлений широкому загалу в червні 1998 року під найменуванням SIG Pro SP 2340. У наступному році з'явився варіант під патрон 9×19 мм Парабелум, який випускався під найменуванням SIG Pro SP 2009. Пістолет виявився доволі вдалим, тому був прийнятий на озброєння Управлінням боротьби з наркотиками США, а також рядом інших правоохоронних органів США і інших країн. Широкий попит пістолети цієї серії отримали також у Франції, яка у 2003 році закупила 250 000 модифікованих пістолетів SIG Pro SP 2022, якими передбачалось озброїти деякі силові структури (зокрема деякі підрозділи поліції і жандармерії).

## Конструкція
Пістолети серії SIG Sauer Pro розроблені на основі автоматики з використанням енергії віддачі ствола (короткий хід ствола). Замикання здійснюється за допомогою ствола, який знижується, зчепленням фігурного вирізу, який знаходиться під стволом, з елементами рамки. Із затвором ствол зчіплюється одним масивним виступом, який входить у вікно для викиду гільз на затворі. Рамка пістолета виконана з ударостійкого пластика; під стволом на пістолетах SP 2340 і SP 2009 знаходиться напрямна рейка для аксесуарів (лазерного прицілу, тактичного ліхтарика тощо), а на пістолетах типу SP 2022 — стандартна напрямна Пікатіні. Ударно-спусковий механізм — куркового типу, модульний. Запобіжник — автоматичний, який блокує ударник; ручного запобіжника немає. Зліва на рамці знаходиться важіль безпечного спуску курка з бойового зводу. Щічки руків'я виконані з пластику, змінні, мають декілька варіацій (для комфорту оператора — під різний розмір долоні). Прицільні пристосування відкриті, нерегульовані, встановлені на затворі в пазах типу «ластівчин хвіст».

## Варіанти
SIG Sauer Pro:
- SP 2340 — оригінальний пістолет випущений в червні 1998 року під патрон .40 S&W і .357 SIG;
- SP 2009 — варіант випущений в 1999 році під патрон 9×19 мм Парабелум;
- SPC 2009 — укорочений варіант SP 2009 з довжиною ствола 91 мм;
- SP2009-9-BMS — варіант стандартного SP 2009 з коротким спусковим гачком і змонтованим на затворі неавтоматичним запобіжником;
- SP 2022 — модифікована версія SP 2009/2340. Була введена в експлуатацію у французькій поліції і жандармерії в 2002 році. Запланований термін служби — 20 років (звідси назва);
- SPC 2022 — більш компактна версія SP 2022, доступний тільки під патрон 9×19 мм Парабелум. SPC 2022 має вкорочений ствол в порівнянні з SP 2022.

## Оператори

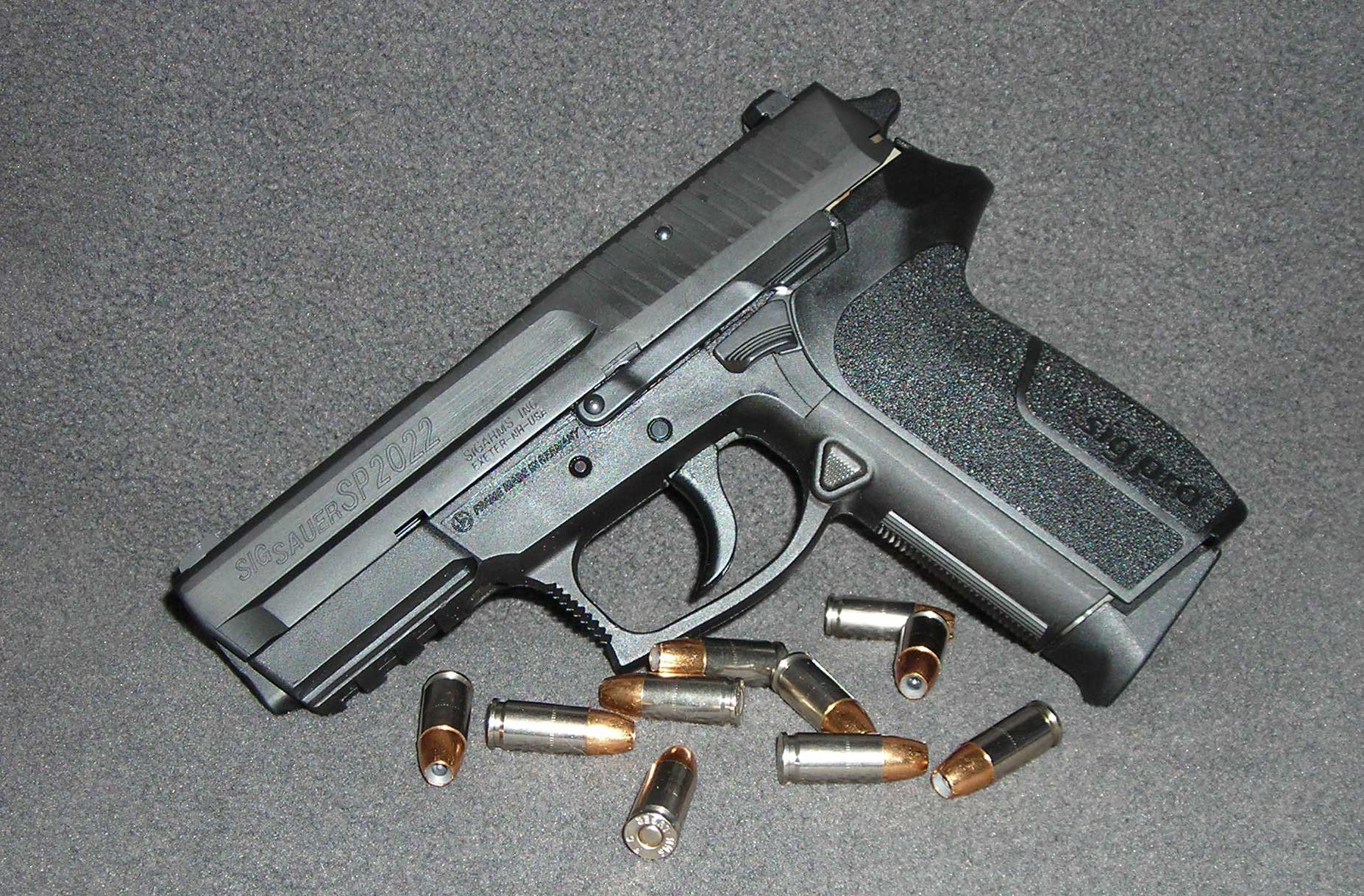
SIG Sauer Pro SP 2022 з патронами 9×19 мм Парабелум

- США — використовується Управлінням боротьби з наркотиками; використовується деякими підрозділами поліції;
- Франція — з 2003 року 250 000 копій пістолетів SIG Sauer Pro (SP 2022) використовується різними правоохоронними органами Франції (в тому числі Національною жандармерією Франції);
- Колумбія — Національна поліція Колумбії закупила 55 890 копій пістолету SIG Sauer Pro SP 2009 і 120 890 копій пістолету SIG Sauer Pro SP 2022;
- Швейцарія — модель SIG Sauer Pro SPC 2009 використовується Військовою поліцією Швейцарії (під найменуванням Pistole 03) і деякими підрозділами поліції;
- Португалія — модель SIG Sauer Pro SP 2022 використовується Республіканською національною гвардією, а також деякими підрозділами поліції;
- Малайзія — у 2007 році 2 000 копій моделей SIG Sauer Pro SP 2022 і SIG Sauer SPC 2022 під калібр 9×19 мм Парабелум були закуплені для використання Королівською поліцією Малайзії;
- Ірак — у 2005 році для Армії Іраку були закуплені пістолети моделі SIG Sauer Pro SP 2022;
- Еквадор — модель SIG Sauer Pro SP 2022 були закуплені для використання митною службою Еквадору.